# Gilley (Haute-Marne)
Gilley település Franciaországban, Haute-Marne megyében. Lakosainak száma 67 fő (2022. január 1.). Gilley Genevrières, Argillières, Savigny, Tornay, Valleroy és Fouvent-Saint-Andoche községekkel határos.

## Népesség
A település népességének változása:
| Lakosok száma | 124  | 84   | 73   | 68   | 69   | 71   | 67   | 65   | 66   | 67   |
|               | 1968 | 1990 | 2006 | 2011 | 2015 | 2016 | 2018 | 2019 | 2021 | 2022 |